# Петрово
Петрово (раније Петрово Село и Босанско Петрово Село) је градско насеље и сједиште општине Петрово у Републици Српској, БиХ. Према прелиминарним подацима пописа становништва 2013. године, у насељеном мјесту Петрово укупно је пописано 2.079 лица.

## Историја
На самом почетку Другог свјетског рата, пуковник Војске Краљевине Југославије Драгољуб Михаиловић је у Петрову 20. априла 1941. године одржао говор. Говор је одржан преосталим војницима Војске Краљевине Југославије и припадницима Брзог одреда, који су се овде повукли након борби са њемачким и усташким јединицама у Априлском рату.

## Култура
На подручју насеља се налази храм Српске православне цркве. Храм је смјештен на узвишењу званом Трн. Изградња храма је започета у августу 1990. а освећење темеља је 4. октобра исте године извршио епископ зворничко-тузлански Василије Качавенда.

## Образовање
У насељу се налази Основна школа „Вук Караџић“, као и Средњошколски центар Петрово.

## Спорт
Петрово је сједиште фудбалског клуба Озрен.

## Становништво
|             | 2013.          | 1991.          | 1981.          | 1971.          | 1961.          |
| Укупно      | 2 107 (100,0%) | 2 919 (100,0%) | 2 856 (100,0%) | 2 514 (100,0%) | 1 880 (100,0%) |
| Срби        | 2 070 (98,24%) | 2 695 (92,33%) | 2 606 (91,25%) | 2 333 (92,80%) | 1 813 (96,44%) |
| Хрвати      | 12 (0,570%)    | 18 (0,617%)    | 12 (0,420%)    | 33 (1,313%)    | 20 (1,064%)    |
| Остали      | 11 (0,522%)    | 82 (2,809%)    | 28 (0,980%)    | 12 (0,477%)    | 5 (0,266%)     |
| Неизјашњени | 7 (0,332%)     | –              | –              | –              | –              |
| Бошњаци     | 2 (0,095%)     | 54 (1,850%)1   | 59 (2,066%)1   | 91 (3,620%)1   | 20 (1,064%)1   |
| Југословени | 2 (0,095%)     | 70 (2,398%)    | 138 (4,832%)   | 27 (1,074%)    | –              |
| Непознато   | 2 (0,095%)     | –              | –              | –              | –              |
| Муслимани   | 1 (0,047%)     | –              | –              | –              | –              |
| Црногорци   | –              | –              | 6 (0,210%)     | 7 (0,278%)     | 18 (0,957%)    |
| Македонци   | –              | –              | 4 (0,140%)     | 1 (0,040%)     | 4 (0,213%)     |
| Словенци    | –              | –              | 1 (0,035%)     | 4 (0,159%)     | –              |
| Албанци     | –              | –              | 1 (0,035%)     | 1 (0,040%)     | –              |
| Мађари      | –              | –              | 1 (0,035%)     | 5 (0,199%)     | –              |

1. 1 На пописима од 1971. до 1991. Бошњаци су пописивани углавном као Муслимани.

## Знамените личности
- Данило Тешановић, српски књижевник[8]